# 鳃斑离鳍鱼
鳃斑离鳍鱼（学名：Iniistius evides）为隆头鱼科項鰭魚屬的鱼类，俗名丽虹彩鲷。分布于台湾岛等。该物种的模式产地在台湾。